# Christopher Ferguson
Christopher John Ferguson (Filadelfia, 1º settembre 1961) è un astronauta e militare statunitense.
È stato selezionato dalla NASA come astronauta nel giugno del 1998. È stato scelto come pilota della missione STS-115 dello Shuttle e come comandante delle missioni STS-126 e STS-135, l'ultima del programma Shuttle. Nel 2011 si è ritirato dalla NASA e ha iniziato a lavorare alla Boeing, aiutando nello sviluppo del veicolo spaziale CST-100 Starliner. Nel 2018 è stato assegnato alla missione di prova Boe-CFT con partenza prevista per aprile 2021, a cui tuttavia nell'ottobre 2020 rinuncia a partecipare.

## Carriera militare
Nel 1984 ha conseguito un Bachelor's degree in ingegneria meccanica presso la Drexel University di Filadelfia e completato il programma Naval Reserve Officers Training Corps della Marina. Due anni dopo è diventato aviatore navale con l'aereo F-14 nella squadriglia VF-11, venendo poi dispiegato nel Nord Atlantico, nel Mar Mediterraneo e nell'Oceano Indiano a bordo della USS Forrestal e completando la Navy Fighter Weapon School (TOPGUN). Nel 1991 ha completato la Naval Postgraduate School e la Naval Test Pilot School (USNTPS) prendendo un master in ingegneria aeronautica e diventando Pilota collaudatore. Fino al 1995 è stato ufficiale di progetto della separazione delle armi sull'F-14D e come pilota istruttore alla USNTPS. È stato poi dispiegato nell'Oceano Pacifico occidentale/Golfo Persico con la squadriglia VF-211 in difesa della zona d'interdizione al volo in Iraq a bordo della USS Nimitz. Ha servito brevemente come ufficiale logistico per la Atlantic Fleet prima di essere selezionato dalla NASA. Il Capitano Ferguson ha accumulato più di 5700 ore di volo su 30 aeromobili e si è ritirato dalla Marina a giugno 2010.

## Carriera alla NASA

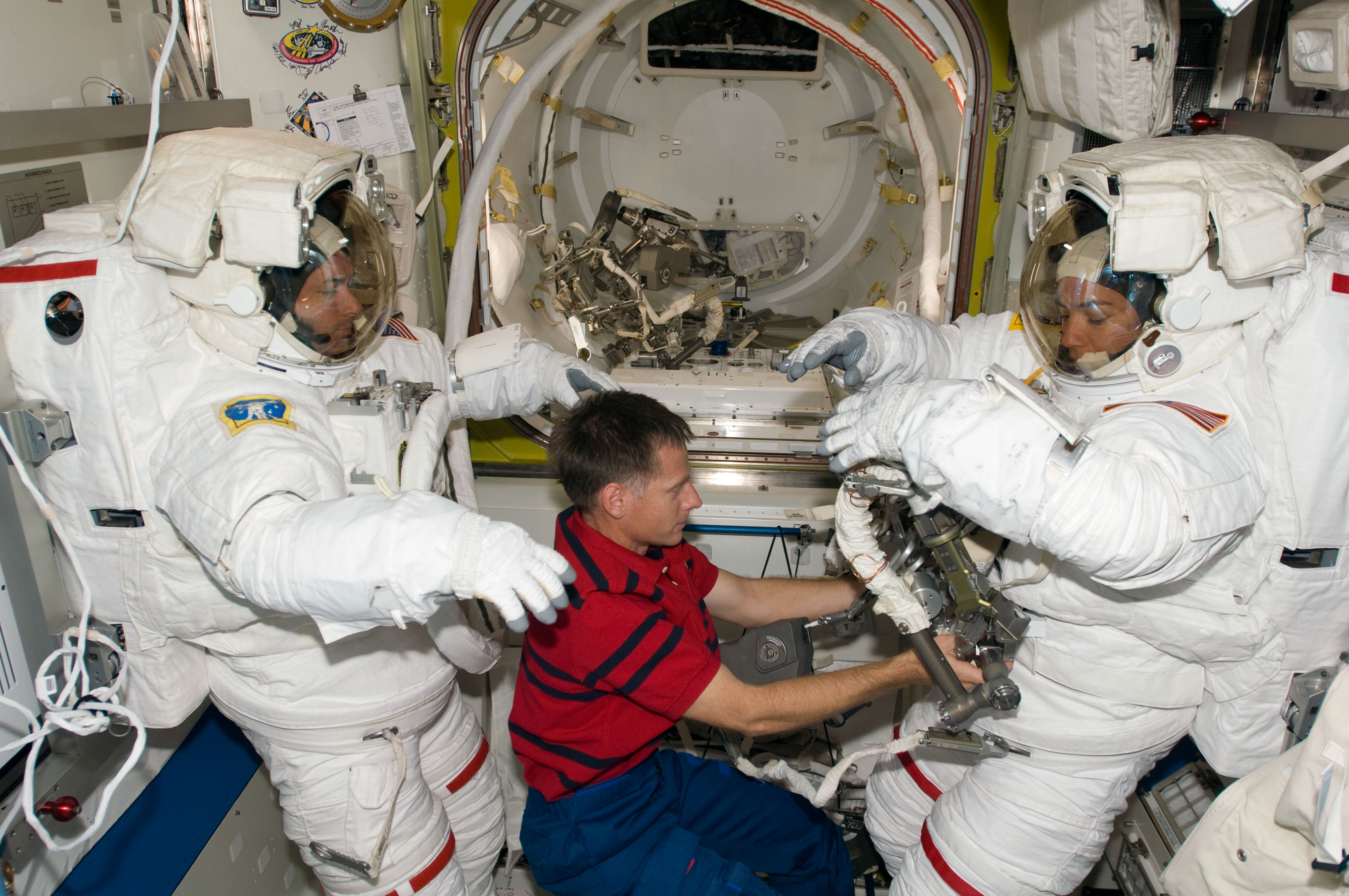
Ferguson aiuta nella preparazione della seconda EVA dell'STS-126

È stato selezionato dalla NASA come astronauta pilota nel giugno del 1998. Dopo aver completato i due anni di addestramento come Candidato astronauta, è stato assegnato a lavori tecnici sul motore principale dello Shuttle, al serbatoio esterno, ai Solid Rocket Booster e al software di volo. Ha anche servito come CAPCOM per le missioni STS-118, 120, 128 e 129. Da novembre 2009 a settembre 2010, è stato vice Capo astronauti dell'Ufficio Astronauti. Si è ritirato dalla NASA a dicembre 2011 per andare a lavorare nella società privata Boeing.

### STS-115

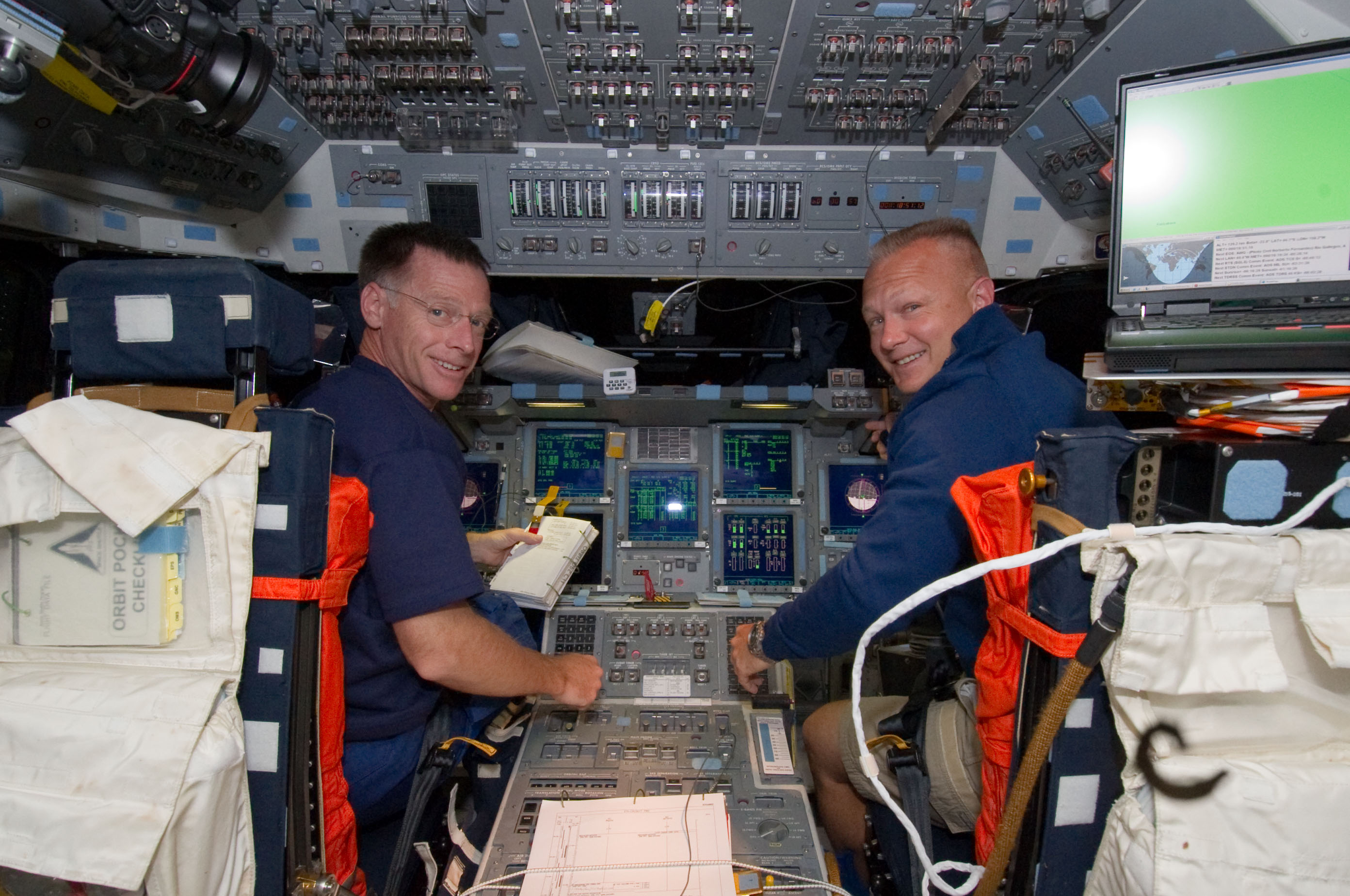
Ferguson (sinistra) e il pilota Hurley dell'STS-135 nello Shuttle Atlantis

Il 9 settembre 2006 è partito come pilota dello Shuttle Atlantis per la missione STS-115, la prima missione operativa dopo l'incidente del Columbia nel 2003. Durante i dodici giorni di missione, sono state consegnati e installati i segmenti P3/P4 del Truss della Stazione Spaziale e due coppie di pannelli solari. L'equipaggio ha inoltre svolto più di 30 ore di operazioni robotiche con il braccio robotico dello Shuttle e tre attività extraveicolari (EVA).  

### STS-126
La sua seconda missione si è svolta a novembre 2008 dove ha assunto il comando dello Shuttle Endeavour per l'STS-126, venendo lanciato dal Kennedy Space Center e atterrando 15 giorni dopo alla Edwards Air Force Base in California. L'obiettivo principale della missione era la consegna alla ISS del sistema di riciclo dell'acqua, due cuccette per gli astronauti, una cucina, una toilet, un attrezzo ginnico e un esperimento scientifico di combustione. Inoltre sono state svolte quattro EVA per riparare un giunto rotante di un pannello solare. 

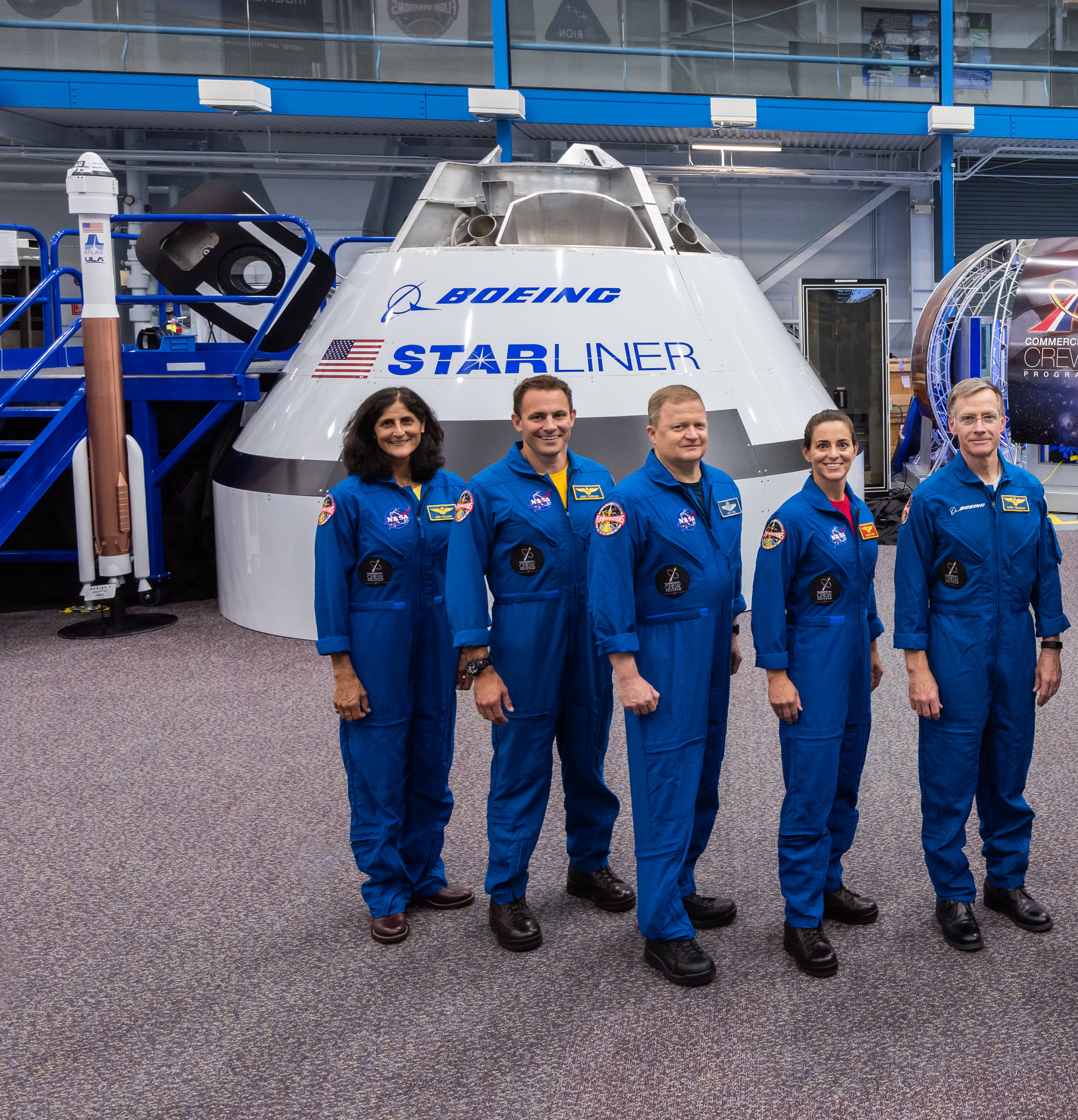
Ferguson (il primo da destra) insieme agli astronauti NASA assegnati alla CST-100 Starliner. Da sinistra, Sunita Williams, Josh Cassada, Eric Boe e Nicole Man

### STS-135
Feguston ha comandato un'altra missione Shuttle, l'ultima del programma, la STS-135. È partito l'8 luglio 2011 con gli altri tre membri dell'equipaggio per consegnare 4500 kg di provviste e parti di ricambio all'Expedition 28 usando il Raffaello Multi-Purpose Logistics Module (MPLM). Il programma Shuttle si è concluso il 21 luglio 2011 con l'atterraggio dell'Atlantis e del suo equipaggio nella pista 15 del NASA Shuttle Landing Facility, dopo più di 30 anni di servizio.

## Carriera alla Boeing
Sin dal 2011 Ferguson ha lavorato alla Boeing sviluppando i sistemi e l'interfaccia dell'equipaggio della navicella spaziale CST-100 Starliner. Ha inoltre lavorato con l'Human Exploration e l'Operations Directorate della NASA; le organizzazioni Johnson Space Center's Engineering, Flight Crew and Mission Operations e il Commercial Crew Program della NASA al fine di migliorare il veicolo Boeing per superare i requisiti richiesti da una missione con equipaggio NASA. Nel 2018 è stato assegnato alla missione di prova Boe-CFT ma nell'ottobre 2020 ha rinunciato al volo per motivi personali.

## Vita privata
È sposato con Sandra Cabot e ha tre figli. Nel tempo libero gli piace giocare a golf, lavorare il legno e suonare la batteria.